# 2034
2034 рік — невисокосний рік за григоріанським календарем, що розпочинається в неділю.

## Очікувані події
- Альберто Фухіморі, колишній президент Перу, має право на звільнення з в'язниці.
- Роботи Яна Флемінга потраплять у суспільне надбання в США.
- 20 березня відбудеться сонячне затемнення.

### Без точної дати
- 25-й Чемпіонат світу ФІФА по футболу.